# Милан Милутиновић
Милан Милутиновић (Београд, 19. децембар 1942 — Београд, 2. јул 2023) био је српски политичар и дипломата. Био је секретар за просвету и науку Србије (1977—1982), управник Народне библиотеке Србије (1983—1987), амбасадор Југославије у Грчкој (1989—1995), затим савезни министар иностраних послова (1995—1997) и председник Србије од децембра 1997. до децембра 2002. године.
Након истека председничког мандата, у децембру 2002, предао се Хашком трибуналу, где је био оптужен за ратне злочине у току сукоба на Косову и Метохији. Дана 26. фебруара 2009. године, ослобођен је и проглашен невиним по свим тачкама оптужбе.
Према појединим политичким аналитичарима, поред Томислава Николића се сматра председником који се најуставније држао својих овлашћења, и који се у складу са тим није превише мешао у рад владе. Након повратка из Хага је, осим интервјуа за РТС, врло ретко давао интервјуе, и исто тако ретко се појављивао у јавности и давао изјаве. Последње значајније појављивање у јавности је било за време председничке инаугурације Александра Вучића 2022.

## Биографија
Потиче из старе београдске породице. Рођен је у Београду, од оца Александра, грађевинског инжењера и мајке Љубице, историчара уметности. Основну школу и гимназију завршио је у Београду, а дипломирао 1965. године на Правном факултету Универзитета у Београду.
Од 1969. до 1971. био је члан Председништва Социјалистичке омладине Југославије. Милутиновић је био делегат друштвено-политичког већа Савезне скупштине од 1969. до 1974. и члан спољнополитичког одбора. Истовремено је био председник Општинског комитета Савеза комуниста Врачара и члан Градског комитета Савета комуниста Београда. Од 1974. до 1977. био је секретар за идеологију Градског комитета Савеза комуниста.
Од 1977. до 1982. био је републички секретар (министар) за просвету, науку и спорт у Извршном већу Скупштине СР Србије. У току мандата, радио је на свеобухватној реформи образовног система. Његова упоредна истраживања система високог образовања у Европи објавио је у књизи Универзитет-Eppur si Muove! Реформа универзитета-између традиције и будућности (Београд, Завод за уџбенике, 1985). Након секретаријата за просвету, науку и спорт, Милутиновић је на јавном конкурсу изабран на функцију управника Народне библиотеке Србије, на коју је остао до 1987. године.

### Министарство иностраних послова
Под савезним секретаром Раифом Диздаревићем 1987. Милутиновић заузима место у Савезном секретаријату иностраних послова као амбасадор и шеф сектора за штампу, информисање и културу. Године 1989. постао је амбасадор СФР Југославије у Грчкој. У битном делу (1992-1995) свог мандата на месту амбасадора у Грчкој, Милутиновић је био једини амбасадор СРЈ у НАТО држави-услед санкција УН уведених 1992. нови амбасадори нису могли бити именовани, док Милутиновића Београд никада није повукао. У августу 1995, именован је за министра спољних послова у Савезној влади СРЈ. У новембру 1995. био је један од главних преговарача у мировним преговорима у Дејтону и један од писаца докумената касније познатих као Дејтонски мировни споразуми, који су довели до трајног прекида сукоба у Босни и Херцеговини. Као министар иностраних послова, потписао је и неколико споразума између СРЈ и њеног суседа Хрватске, укључујући споразум о нормализацији односа.

### Председник Србије
На поновљеним председничким изборима у Републици Србији, после недовољног одзива бирача, децембра 1997, Социјалистичка партија Србије мења председничког кандидата Зорана Лилића и кандидује Милутиновића, који у другом кругу побеђује Војислава Шешеља (21. децембар 1997), са 2.177.462 гласа, односно 59,18 %.
У току мандата, учествовао је као главни преговарач на преговорима у Рамбујеу.
Након што су Милошевић и његова странка изгубили власт у октобру 2000. и њихова политичка моћ маргинализована на савезним, републичким и већини локалних нивоа, Милутиновић је и даље остао на функцији председника Србије, пошто његов мандат није истекао све до 2002. године. Његова овлашћења као председника су била тривијализована у периоду од 2000. до 2002. године, пошто његова политичка афилијација није уживала подршку народа и он није могао бити подржан ни од једне друге гране власти. Милутиновић је био ван очију јавности, обављајући само своје основне уставне обавезе без икаквог противљења коалицији Демократске опозиције Србије. Како је 2002. године истицао његов мандат, одржани су председнички избори на којима се Милутиновић није кандидовао. Због неуспеха ових, као и накнадних председничких избора, узрокованих недовољном излазношћу бирача, наследила га је Наташа Мићић као вршилац дужности председника Републике Србије.
Током транзиције државе ка демократији крајем 2000. године, Милутиновић је одбио да подржи насилно сузбијање Октобарских демонстрација у Београду. Мирни односи између њега и нове власти, док је био на функцији, изазвали су незадовољство најближих Милошевићевих савезника, иако никада није дошло до званичног разлаза. Истовремено, Милутиновић није уживао подршку Демократске опозиције Србије, јер га је већина њених чланова сматрала блиским савезником Милошевића.

### Процес пред Хашким трибуналом
Оптужен је од стране Хашког трибунала за наводне злочине на Косову. После престанка мандата, јануара 2003, добровољно се предао међународном суду. На привремену слободу пуштен је априла 2005. године. Фебруара 2009. Хашки трибунал је Милутиновића ослободио и прогласио невиним по свим тачкама оптужнице која га је теретила.

### Приватни живот
Био је у браку са супругом Олгом од 1970. до њене смрти (2017), имају сина Вељка (рођен 1979).